# Cristina Duarte
Cristina Duarte (Lisboa, 2 de septiembre de 1962) es una política caboverdiana que fue Ministra de Finanzas, Planificación y Administración Pública de Cabo Verde desde el 2006 hasta el 2016.En 2020 se convirtió en Asesora Especial para África del Secretario General de las Naciones Unidas, António Guterres.

## Biografía y trayectoria
Duarte nació en Lisboa, en la capital portuguesa (entonces también centro del Imperio portugués). Su padre Manuel Duarte fue un luchador por la libertad en Angola, Guinea-Bissau y Cabo Verde. Posteriormente estudió en una escuela primaria en Angola hasta los doce años.Tras la Revolución de los Claveles del 25 de abril de 1974 que acabó con el régimen dictatorial portugués del Estado Novo, Duarte estudió en una escuela secundaria en Cabo Verde.
Tras sus estudios secundarios, Duarte se mudó a Portugal donde estudió economía en la Universidad Técnica de Lisboa. Habla portugués, criollo caboverdiano, inglés, francés e italiano.Duarte fue directora general de la Oficina de Estudios de la Planificación del Ministerio de Desarrollo Agropecuario desde 1986 hasta 1991. A principios de la década de 1990 vivió en los EE.UU donde obtuvo su MBA en el área de Finanzas Mundiales y Mercados de Capitales Emergentes en la Thunderbird School of Global Management en Arizona.
Al pertenecer al PAICV, Duarte fue Ministra de Finanzas, Planificación y Administración Pública en 2006. Adquirió una experiencia profesional principalmente como directora general en el Gabinete de Estudio de Planificación del Ministerio de Desarrollo Agrícola con la Consultora de las Naciones Unidas en Agricultura y Alimentación, el Programa de las Naciones Unidas para el Desarrollo y el Banco Mundial. En el sector privado, trabajó en Citigroup/Citibank.  
Se convirtió en miembro del Comité de Expertos en Administración Pública y de la Junta Asesora de Alto Nivel sobre Asuntos Económicos y Sociales de las Naciones Unidas, el Comité Asesor sobre Reformas de la Unión Africana del presidente Paul Kagame, la Junta de la Alianza para una Revolución Verde en África (AGRA) y la Junta del Instituto de Liderazgo Africano para el Desarrollo Sostenible del Instituto UONGOZI.

## Reconocimientos
En 2014, Duarte fue considerado por la revista Financial Afrik, una de las 100 personas más influyentes de África. En 2015, fue una de los ocho candidatos a la presidencia del Banco Africano de Desarrollo puesto que ocupó Akinwumi Adesina de Nigeria.
En 2020, el Secretario General de las Naciones Unidas, António Guterres, nombró a Duarte su Asesor Especial para África. En ese cargo, Duarte sucedió a Bience Gawanas.